# Tomas Salmonson
Per Tomas Salmonson, född den 16 december 1960, är en svensk apotekare och farmacie doktor.
Tomas Salmonson utbildade sig 1982–1986 till apotekare på Uppsala universitet. Åren 1985–1986 var han forskningsassistent på University of California, Berkeley i USA och 1986–1990 genomgick han forskningsutbildning vid Uppsala universitet och disputerade 1990 på avhandlingen Pharmacokinetic and pharmacodynamic studies on recombinant human erythropoietin. 
Han anställdes 1986 som vetenskaplig rådgivare på Läkemedelsverket i Uppsala. 
Tomas Salmonson har sedan 2006 varit medlem i Europeiska läkemedelsmyndighetens i London vetenskapliga kommitté för humanläkemedel. År 2012 blev han ordförande i kommittén, och återvaldes 2015 för en andra treårsperiod.
Han utnämndes 2017 till "Årets farmaceut" av föreningen Sveriges Farmaceuter.